# Neoseiulus sharonensis
Neoseiulus sharonensis är en spindeldjursart som först beskrevs av Rivnay och Swirski 1980.  Neoseiulus sharonensis ingår i släktet Neoseiulus och familjen Phytoseiidae. Inga underarter finns listade i Catalogue of Life.